# Пакьяо, Мэнни
Эммануэль Дапидран «Мэнни» Пакьяо (англ. Emmanuel Dapidran "Manny" Pacquiao, род. 17 декабря 1978 года в Кибаве, Букиднон, Филиппины) — филиппинский боксёр-профессионал, выступавший в наилегчайшей, 2-й легчайшей, полулёгкой, 2-й полулёгкой, лёгкой, 1-й полусредней, полусредней и 1-й средней весовых категориях. Также известен как актёр и политик, председатель спортивного комитета сената Филиппин и кандидат в президенты Филиппин (2022).
Чемпион мира в наилегчайшей (WBC, 1998—1999), 2-й легчайшей (IBF, 2001—2003), 2-й полулёгкой (WBC, 2008; The Ring, 2008), лёгкой (WBC, 2008—2009), полусредней (WBO, 2009—2012, 2014—2015, 2016—2017; WBA Super, 2018—2021) и 1-й средней (WBC, 2010—2011) весовых категориях. Также чемпион мира по второстепенным версиям в полулёгкой (The Ring, 2003—2005), 1-й полусредней (The Ring, IBO 2009—2010) весовых категориях.
Один из 2 боксёров (вместе с Оскаром Де Ла Хойей), становившихся чемпионами мира в шести весовых категориях, а также чемпионом в двух категориях по версии журнала The Ring. Первый и единственный пятикратный линейный чемпион мира в 5 весовых категориях. Первый боксёр, владевший чемпионскими титулами в четырёх разных десятилетиях: 1990-е, 2000-е, 2010-е и 2020-е.
«Боксёр года» по версии журнала The Ring (2006; 2008; 2009), «Боксёр десятилетия» по версии журнала The Ring, Ассоциации журналистов, пишущих о боксе. Лучший боксёр вне зависимости от весовой категории по версии журнала The Ring (2008—2011). Лучший спортсмен года по версии Американской академии спорта (2009). Прозвище — «Pac-Man».
Начал карьеру в минимальной весовой категории. Разница между минимальной и максимальной весовой категорией, в которых выступал Пакьяо, составляет 12 весовых категорий. Занимает 33 место в рейтинге лучших боксеров всех времен и народов вне зависимости от весовой категории, а также первое место в рейтинге лучших азиатских боксеров в истории спорта по версии BoxRec. В целом, за всю свою карьеру победил 22 боксёра за титул чемпиона мира.

## Биография
Эммануэль Дапидран Пакьяо родился 17 декабря 1978 года в муниципалитете Кибаве филиппинской провинции Букиднон в бедной семье. Был четвертым из шести детей. Уже с детства Пакьяо пришлось работать и быть самостоятельным, чтобы помочь своей семье. Мэнни Пакьяо пошёл в бокс вопреки желанию матери, которая мечтала, чтобы сын стал священником, и ругала его за то, что тот опаздывал в школу, боксируя на улице на потеху публике. Но вскоре учёбу пришлось вообще бросить из-за крайней бедности.
Мэнни Пакьяо было 13, когда из семьи ушёл отец, и мальчика отправили торговать хлебом и водой на улицах. Днём он работал, а вечером бежал боксировать. Пакьяо так самозабвенно бился на ринге, что ему начали платить по 100 песо (примерно $2) за бой. Так как этого хватало на 25 кг риса, мать разрешила бросить торговлю. Следующий шаг он предпринял уже без разрешения.
В 14 лет Мэнни Пакьяо тайно едет в Манилу, где рассчитывает заняться профессиональным боксом. Только добравшись до столицы, он решился позвонить и рассказать о своём решении матери. Однако вместо боев Пакьяо получает работу резчика металла на свалке, а на ринге проводит время только ночью — тренируется, там же и спит: денег на жилье у Мэнни нет (спустя годы боксёр купит этот спортзал и откроет там свою школу).
Почти два года пройдет, прежде чем владелец спортклуба решит рискнуть и устроить уже Мэнни Пакьяо в боксерское телешоу, где Мэнни тут же выделяется взрывным характером. Он не столько боксирует, сколько дерется. В сторону более умного бокса техника Пакьяо изменится уже в Америке, куда, заработав первые титулы в Азии, отправится Мэнни.
В США его никто не ждал, и первые несколько тренеров, которых он находит, отказываются работать с никому там неизвестным филиппинцем. Исключением стал Фредди Роуч, Этот тренер тоже не слышал о Мэнни, но спустя несколько минут работы на лапах с Пакьяо, Роуч понял что перед ним будущий чемпион. Так началась карьера Мэнни Пакьяо на высочайшем уровне.
22 августа 2021 года Пакьяо не сумел вернуть титул суперчемпиона мира по версии Всемирной боксерской ассоциации (WBA), проиграв обладателю титула кубинцу Йорденису Угасу решением судей.
29 сентября 2021 года объявил о завершении карьеры боксера, после чего обратился к своим фанатам со словами: «Моя карьера? Она уже закончена. Всё кончено. Я давно занимаюсь боксом, и моя семья говорит, что уже достаточно. Я просто продолжал боксировать, потому что я действительно увлечён этим видом спорта. И я буду поддерживать других боксёров из моей страны».

## Любительская карьера
Провёл 60 поединков. Его рекорд составил 56-4. Выиграл несколько чемпионатов на Филиппинах. Входил в состав Филиппинской национальной команды. Из-за бедности и нищеты Пакьяо, его проживание и питание было оплачено правительством.

## Профессиональная карьера
Дебютировал в январе 1995 года в минимальной весовой категории. За первый год провёл 11 успешных поединков и плавно поднялся на две весовые категории.

### Наилегчайший вес
В феврале 1996 года Мэнни Пакьяо вышел на ринг против Рустико Торрекампо. В качестве наказания за превышение веса Пакьяо дрался в восьмиунцовых перчатках, Торрекампо же — в шестиунцовых, то есть более лёгких и жёстких. В первых двух раундах Мэнни действовал удачнее, нанеся сопернику несколько ощутимых ударов. В начале 3-го раунда Торрекампо провёл левый хук в челюсть, и Пакьяо, согнувшись пополам, упал на канвас. Он не смог подняться до конца счета рефери. Пакьяо потерпел первое поражение на профессиональном ринге.
В июне 1997 года завоевал первый титул. Нокаутировал тайца Такаши Тивата и завоевал титул OPBF в найлегчайшем весе.
В декабре 1997 года Пакьяо вышел на бой против таиландца Таномпдея Сингвангчи. В середине 1-го раунда Пакьяо провёл левый хук в печень, и противник упал на канвас. На счёт 10 Сингвангча все ещё лежал на спине. Рефери зафиксировал нокаут. Позже таиландец стал выступать на ринге как Паномдей Охуятанакорн.

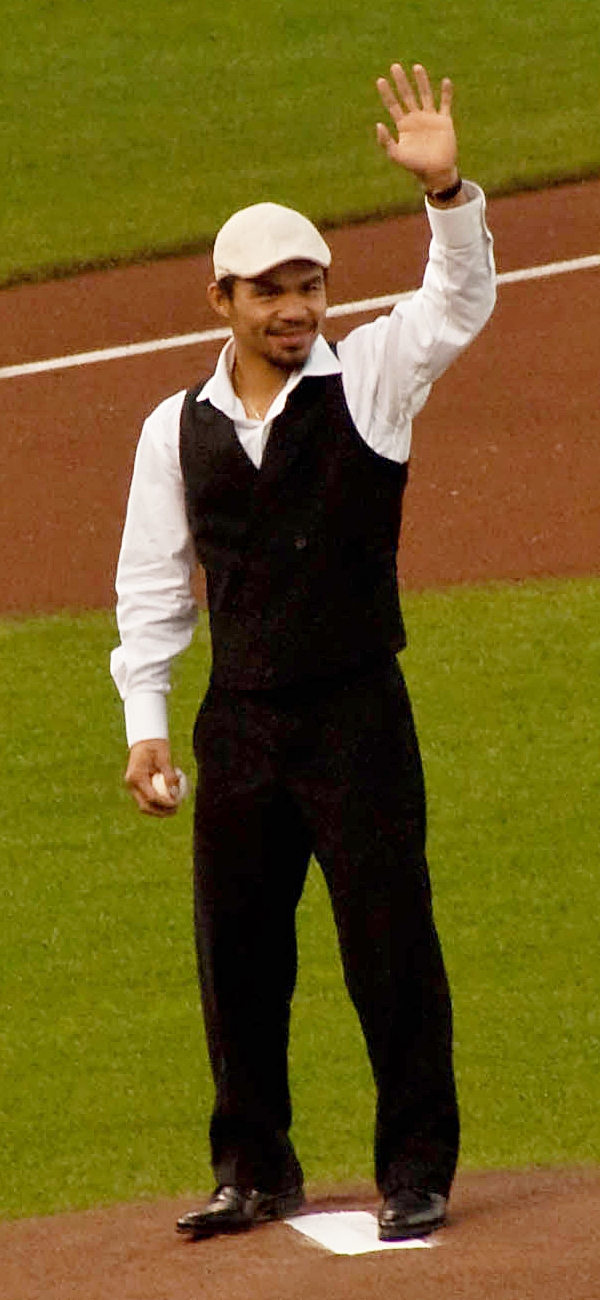

#### Чемпионский бой по версии WBC
В декабре 1998 года Пакьяо в Таиланде встретился с чемпионом мира в наилегчайшем весе по версии WBC таиландцем Чатчаем Сасакулом. В конце 8-го раунда Пакьяо выбросил левый кросс в подбородок. Сасакул пошатнулся. Филиппинец прижал его к канатам, и провёл серию в голову. Затем Пакьяо провёл сильный левый кросс в челюсть, и Сасакул рухнул на пол. Он попытался встать, приподнявшись, но заново рухнул. Рефери зафиксировал нокаут. Сасакул пролежал на ринге несколько минут.
В феврале 1999 года Пакьяо в нетитульном поединке встретился с австралийцем Тоддом Макелином. В конце 3-го раунда тренерскому штабу Макелина надоело смотреть на это одностороннее избиение, и они выбросили полотенце. Рефери прекратил поединок.
В апреле 1999 года Пакьяо проводил 1-ю защиту против мексиканца Габриэля Ми́ры. В конце 2-го раунда Пакьяо провёл левый кросс в челюсть, затем провёл туда же левый хук, правый и снова левый. Мексиканец упал. Мира еле встал. Сразу же после продолжения прозвучал гонг. Однако Пакьяо успел провести левый апперкот в челюсть. Мира вновь упал. Рефери, обращаясь к Пакьяо, покрутил пальцем у виска, и не стал отсчитывать нокдаун мексиканцу. В середине 3-го раунда Пакьяо провёл серию в голову, и мексиканец пытаясь спастись, пошёл в клинч. Пакьяо сразу же отступил, и Мира, не успев заклинчеваться, упал на колено. Он сразу же поднялся. Рефери отсчитал нокдаун. После возобновления боя Пакьяо не смог добить мексиканца. В середине 4-го раунда Пакьяо провёл встречный левый кросс, и мексиканец вновь оказался в нокдауне. Он сразу поднялся. Однако Пакьяо 1-м же ударом — вновь левым кроссом — опять послал Миру в нокдаун. На этот раз мексиканец сидел до последнего, но всё же поднялся. Пакьяо вновь пошёл в атаку. Мира начал спасаться. В конце раунда Пакьяо провёл несколько серий в челюсть, и мексиканец вновь упал. На этот раз рефери не стал считать, и прекратил поединок.
В сентябре 1999 года в Таиланде Мэнни Пакьяо проводил вторую защиту титула WBC в наилегчайшем весе. Его соперником был местный непобеждённый боксёр Медгоен Сингсурат. Пакьяо не смог уложиться в рамки своей весовой категории, поэтому был лишён титула. В конце 2-го раунда Сингусурат вошёл в клинч с Пакьяо и нанес три запрещённые удара в область копчика, рефери не отреагировал. В середине 3-го раунда Сингусурат провёл правый свинг, но промахнулся. Однако следующим ударом — правый кроссом — попал в район селезёнки Пакьяо, после чего тот, согнувшись пополам, упал на канвас. Корчась от боли, Пакьяо поднялся, но к тому времени уже прошло 10 секунд, и рефери зафиксировал нокаут.

### Второй легчайший вес
В июне 2000 Пакьяо вышел на ринг против непобеждённого корейца Сунг-Кон Че. В середине 1-го раунда Пакьяо провёл несколько серий в голову. Затем филиппинец зацепил правой рукой левую руку противника, подтянул корейца к себе, и сразу же провёл левый апперкот в подбородок. Че упал на колени. Он сразу поднялся, но повернувшись спиной к рингу, подошёл к канатам, и повис на них. Рефери прекратил поединок. Кореец сослался на травму левой руки, которую зацепил Пакьяо.
В октябре 2000 Пакьяо вышел на ринг против непобеждённого австралийца арабского происхождения Недала Хуссейна. Пакьяо начал бой агрессивно, атакуя мощными комбинациями и выигрывая бой, Хуссейн огрызался и старался контратаковать филиппинца. В начале 4-го раунда Хуссейн провёл левый кросс в челюсть, и Пакьяо упал. Пакьяо поднялся. Хуссейн бросился его добивать. Пакьяо начал спасаться в клинчах. Австралийцу не удалось добить противника. Далее по ходу боя филиппинец восстановился и перебивал Хуссейна . В бою Хуссейн получил рассечение под правым глазом. В середине 10-го раунда рефери прервал бой и отвёл австралийца к врачу. Местный доктор, осмотрев рану, посоветовал прекратить бой. Рефери остановил бой. Хуссейн был недоволен этим решением. На момент остановки Пакьяо лидировал на карточках всех судей. На ринг выбежал местный фанат и начал смеяться и тыкать пальцем в Хуссейна. Хуссейн пошёл на него, но между ними вовремя встали представители угла Пакьяо. Тренерский штаб австралийца отвёл его в свой угол, где его и успокоили.
В феврале 2001 Пакьяо встретился с осевшим в Японии северокорейцем Сенрима Тетсутора. Бой носил односторонний характер: кореец принимал на себя огромное количество ударов. В начале 5-го раунда Пакьяо провёл несколько серий в голову корейца. Кореец немного поотбивался, но потом начал безответно пропускать удары. Филиппинец бил как по мешку. Кореец еле стоял, но держался. Пакьяо провёл серию в голову, затем два подряд левых апперкота, и Сенрима дрогнул. В это время рефери вмешался, и прекратил избиение. Кореец с решением не согласился.
В апреле 2001 Пакьяо встретился с таиландцем Ветией Сакмауанклангом. В конце 6-го раунда Пакьяо зажал у канатов таиландца и провёл несколько серий в его голову. Сакмауанкланг рухнул на канвас. Он поднялся, но рухнул повторно. Рефери остановил поединок.

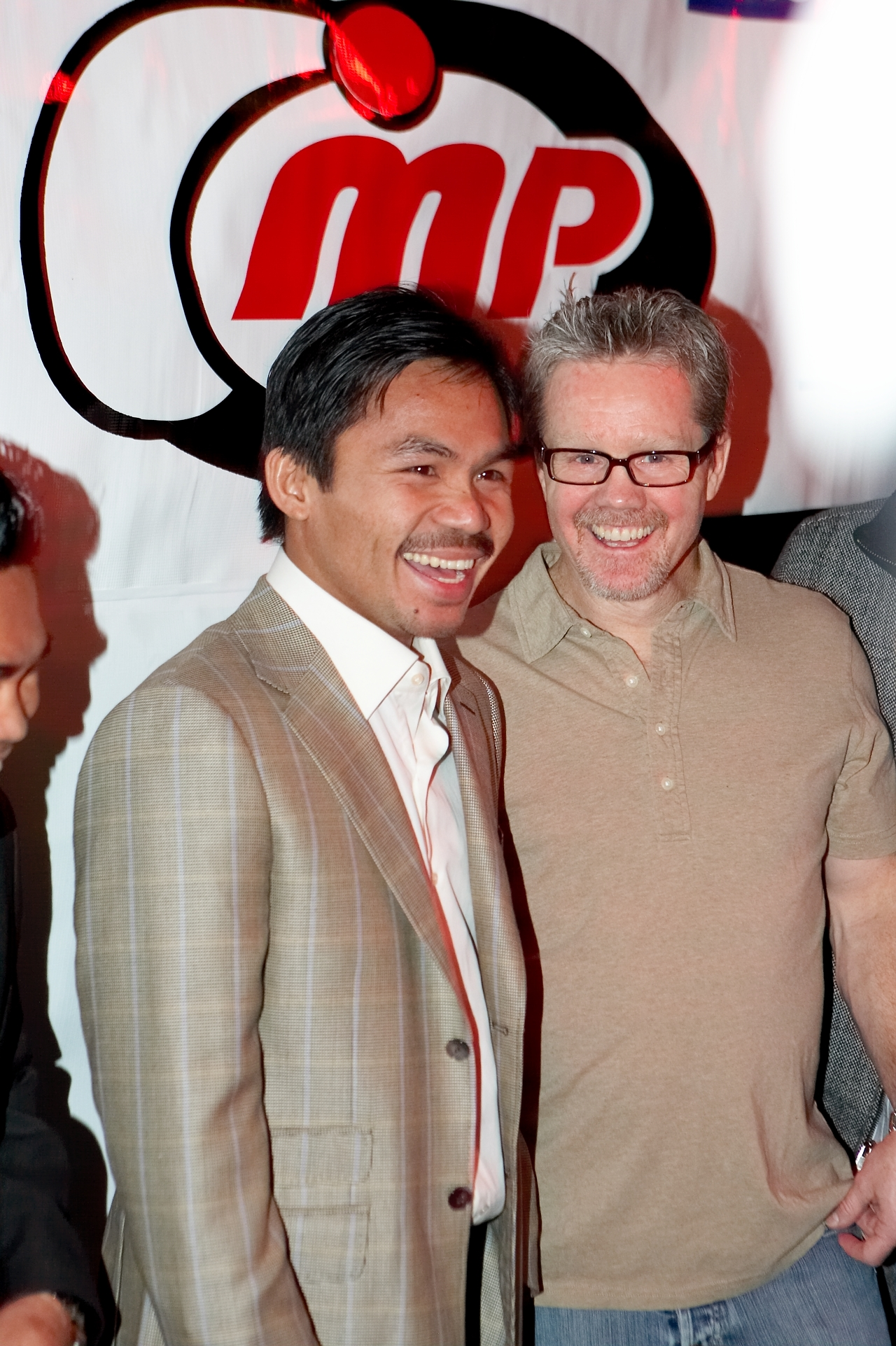
Пакьяо с тренером Фредди Роучем

#### Чемпионский бой по версии IBF
В июне 2001 года Пакьяо встретился с чемпионом мира во 2-м наилегчайшем весе по версии IBF Лехлохонло Ледвабой. Изначально с Ледвабой должен был встречаться другой боксёр, но за две недели до боя произошёл отказ со стороны претендента, и была произведена замена в лице Мэнни Пакьяо. В начале 2-го раунда коротким левым хуком Пакьяо попал в челюсть противника. Ледваба упал. Он встал на счёт 7. Пакьяо принялся атаковать Ледвабу, но добить его не сумел. В начале 6-го раунда Пакьяо левым кроссом в подбородок послал чемпиона в нокдаун. Ледваба встал на счёт 8. Пакьяо бросил добивать его и левым хуком вновь попал в подбородок, после чего Ледваба оказался на полу. Рефери остановил бой, не открывая счёт. Поединок проходил в рамках шоу, организованного телеканалом HBO, главным событием которого был бой Оскар Де Ла Хойя — Хавьер Кастильехо.

#### Объединительный бой с Агапито Санчесом
В ноябре 2001 года состоялся объединительный бой во 2-м наилегчайшем весе между чемпионом по версии IBF Мэнни Пакьяо и чемпионом по версии WBO Агапито Санчесом. На представлении бойцов послужной список Санчеса был озвучен Майклом Баффером и показан в титрах как 33 победы, из них 20 нокаутами, 7 поражений и 1 ничья. Согласно BoxRec, у Санчеса перед боем с Пакьяо значилось 31 победа, из них 16 нокаутами, 9 поражений и 2 ничьи. В начале 2-го раунда произошло столкновение головами, в результате которого Пакьяо получил рассечение над левым глазом. Рефери прервал бой и отвёл филиппинца к врачу. Доктор разрешил продолжить бой. В конце 4-го раунда Санчес провёл левый апперкот в пах. Пакьяо согнулся и упал на канвас. Рефери дал филиппинцу время на отдых и снял с Санчеса одно очко. В середине 6-го раунда вновь произошло столкновение головами. Рефери прервал бой и отвёл Пакьяо к врачу. Доктор, осмотрев рану, посоветовал прекратить бой. Рефери прекратил поединок и сказал, что победитель будет определяться по судейским карточкам. Все судьи решили по-разному — один посчитал победителем Пакьяо, другой — Санчеса, а 3-й выставил ничью. В итоге была объявлена ничья.
В июне 2002 года Пакьяо встретился с колумбийцем Хорхе Эльесером Хулио. В начале 2-го раунда филиппинец провёл двойку в подбородок Хулио, и тот оказался на канвасе. Колумбиец встал на счёт 7. Пакьяо бросился его добивать, обрушив на него град ударов. Правым кроссом он вновь послал противника в нокдаун. Хулио встал на счёт 5. Пакьяо продолжил бомбить его. Хулио стал пропускать мощные удары, и рефери прекратил поединок. Поединок проходил в рамках шоу, организованного телеканалами HBO и Showtime, главным событием которого был бой Леннокс Льюис — Майк Тайсон.
В октябре 2002 года Мэнни Пакьяо проводил обязательную защиту против таиландца Фахпракорба Раккиятджима. В середине 1-го раунда Пакьяо провёл правый кросс в челюсть противника, и тот упал. Таиландец сразу поднялся. Пакьяо принялся его добивать, но Раккиятджим успешно оборонялся. В конце 1-го раунда Пакьяо провёл двойку в голову, и таиландец оказался на полу. Он сразу поднялся. Пакьяо сразу же выбросил несколько серий в голову, и таиландцец вновь упал. Он вновь сразу поднялся. Пакьяо опять выбросил серию ударов. После правого кросса в челюсть Раккиятгим рухнул на спину. На этот раз рефери считать не стал, и прекратил поединок. Раккиятджим попытался встать, но ему посоветовали полежать.
В марте 2003 года Мэнни Пакьяо проводил нетитульный поединок против представителя Казахстана Серикжана Ешмагамбетова. В конце 1-го раунда Пакьяо провёл правый кросс в челюсть, и Ешмагамбетов упал на канвас. Он сразу поднялся. Пакьяо бросился его добивать. Казах смог продержаться до гонга. В начале 4-го раунда завязался размен. Ешмагамбетов встречным левым хуком пробил прямо в челюсть. Пакьяо упал. Но поднялся. Казах попытался добить филиппинца, но не смог. В середине 5-го раунда Пакьяо правым хуком попал в челюсть, и казахстанец упал. Он сразу встал. Пакьяо сразу выбросил несколько серий. Под воздействием пропущенных ударов Ешмагамбетов попятился назад и рухнул на канат. Рефери прекратил бой, не открывая счёт. Казах сразу поднялся и высказал недовольство остановкой поединка.
В июле 2002 года Пакьяо встретился с непобеждённым мексиканцем Эммануэлем Лусеро. В начале 3-го раунда Пакьяо пробил сильный левый хук в голову. Люсеро зашатался, и, повернувшись к Пакьяо спиной, дошёл до канатов. В это время рефери вмешался и остановил бой. В это же время Люсеро упал на колени. Он поднялся, но спорить с рефери не стал.

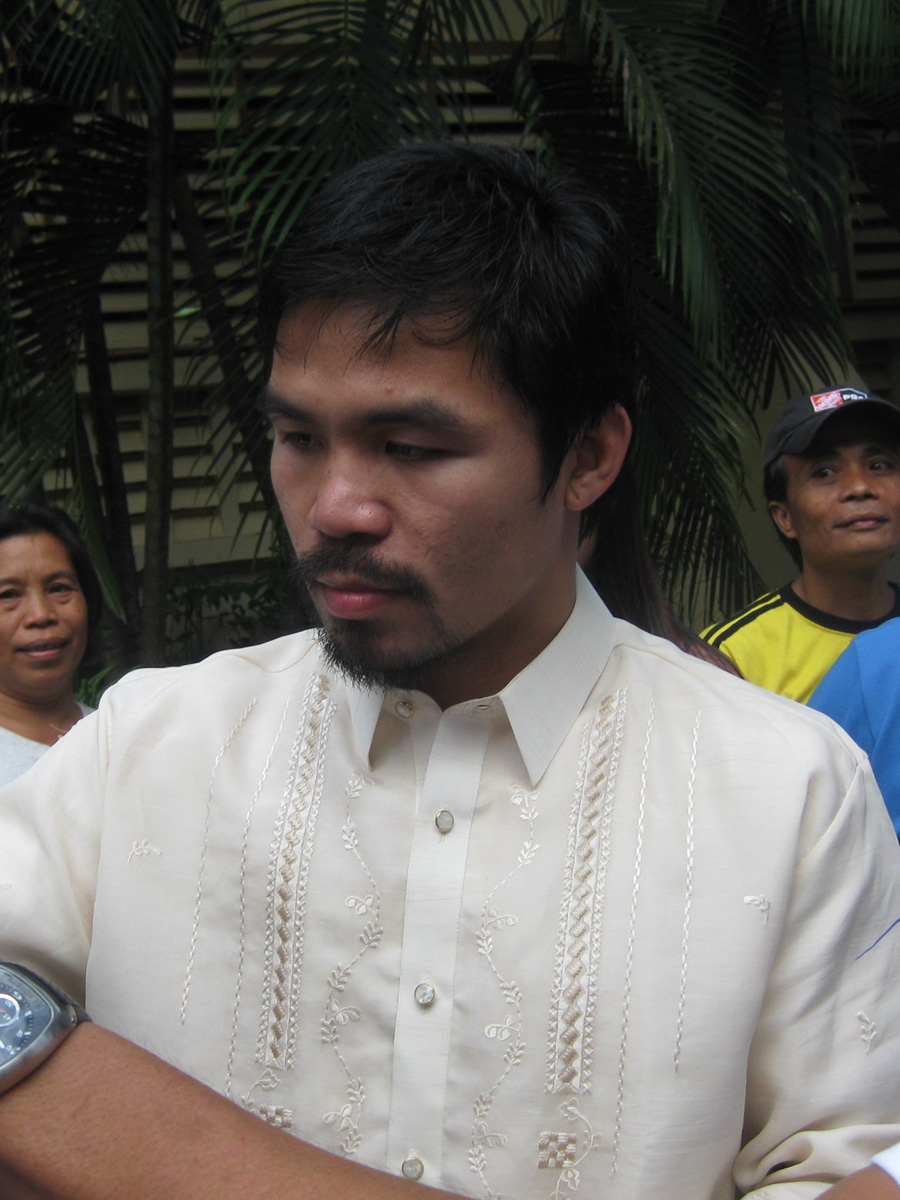
Мэнни Пакьяо

### Полулёгкий вес

#### Бой с Марко-Антонио Баррерой
В ноябре 2003 года Пакьяо встретился с мексиканцем Марко Антонио Баррерой. В начале 1-го раунда Пакьяо пробил левый кросс, но неудачно держал равновесие, и упал. Рефери отсчитал нокдаун. Филиппинец не согласился с ним. При просмотре повтора комментатор HBO Ларри Мерчант сказал, что не было удара со стороны Барреры, поэтому это не нокдаун. В начале 3-го раунда Пакьяо провёл двойку в голову, и мексиканец сел на ринг. Он встал на счёт 8. Пакьяо бросился его добивать, но Баррера сам пошёл в атаку. В размене больше преуспел филиппинец, но добить мексиканца не смог. В середине 9-го раунда Баррера и Пакьяо сошлись в клинче. Рефери дал команду «брейк», и в это время Баррера провёл левый хук в челюсть Пакьяо. Рефери оштрафовал мексиканца на одно очко. В конце 11-го раунда Пакьяо провёл двойку в челюсть Барреры. Тот попытался спастись в клинче, но не смог в него войти и упал на колено. Он встал на счёт 7. Пакьяо сразу же пошёл в атаку. Он загнал Барреру к канатам и начал его бомбить. Видя это избиение, к рингу поднялся представитель угла мексиканца и просигналил об остановке боя. Рефери прекратил поединок.

#### Бой с Маркесом I
В мае 2004 года Пакьяо встретился с чемпионом мира в полулёгком весе по версиям WBA и IBF Хуаном Мануэлем Маркесом. В середине 1-го раунда Пакьяо левым кроссом в челюсть отправил мексиканца на канвас. Маркес сразу поднялся. Пакьяо бросился его добивать. Маркес неожиданно сам пошёл в контратаку. Пакьяо воспользовался этим и вновь левым кроссом в челюсть отправил мексиканца в нокдаун. Маркес снова поднялся. Через несколько секунд Пакьяо загнал противника в угол и провёл двойку в челюсть, после чего мексиканец упал. Пакьяо провёл ещё один удар — левый хук в челюсть — по лежачему сопернику. Рефери отогнал филиппинца и отсчитал нокдаун. На этот раз Маркес встал не сразу. Маркес смог продержаться до гонга. В дальнейшем Маркес выровнял поединок. По итогам боя мнения судей разделились — была объявлена ничья.
В мае 2004 года Пакьяо встретился с таиландцем Наронгритом Пирангом. Бой носил односторонний характер. Пакьяо победил досрочно.

### Второй полулёгкий вес

#### Бой с Эриком Моралесом I
В марте 2005 года Мэнни Пакьяо встретился с мексиканцем Эриком Моралесом. Бой был открытым. В середине 5-го раунда произошло столкновение головами, в результате чего филиппинец получил рассечение над левым глазом. Рефери приостановил бой и вызвал врача. Доктор осмотрел боксёра и разрешил продолжить бой. По окончании поединка судьи единогласным решением объявили победителем Моралеса.
В сентябре 2005 года Пакьяо встретился с Эктором Веласкесом. Пакьяо победил досрочно.

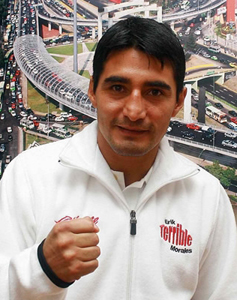
Эрик Моралес

#### Бой с Эриком Моралесом II
В январе 2006 года состоялся реванш между Мэнни Пакьяо и Эриком Моралесом. В конце 10-го раунда Пакьяо провёл левый кросс в голову, и Моралес упал на канвас. Он с трудом встал на счёт 9. Пакьяо сразу же выбросил серию ударов в голову, после которых Моралес во 2-й раз упал. На этот раз рефери считать не стал и сразу же остановил бой. Моралес не спорил.

#### Бой с Оскаром Лариосом
В июле 2006 года Мэнни Пакьяо встретился с мексиканцем Оскаром Лариосом. В начале 7-го раунда Пакьяо левым кроссом пробил в подбородок противника. У Лариоса подогнулись ноги, и он опустился на пол, но сразу же поднялся. После возобновления боя Пакьяо не смог развить атаку. В конце 12-го раунда Пакьяо провёл несколько кроссов в голову, после которых мексиканец оказался на полу. Лариос поднялся на счёт 5. Филиппинец не стал добивать противника. По окончании 12-ти раундов единогласным решением победу присудили Мэнни Пакьяо.

#### Бой с Эриком Моралесом III
В ноябре 2006 состоялся 3-й бой между Мэнни Пакьяо и Эриком Моралесом. В середине 2-го раунда Моралес пошёл в атаку и пропустил встречный правый хук в челюсть, после чего опустился на колено. Он сразу же поднялся. Пакьяо не стал форсировать события. Последние 10 секунд раунда прошли в жёстком размене. В середине 3-го раунда Пакьяо выбросил короткий правый хук в челюсть. Моралес пошатнулся. Пакьяо зажал его у канатов и выбросил несколько серий в голову. Моралес смог уйти от канатов и спиной пошёл через весь ринг. Пакьяо провёл серию в голову, а затем выбросил левый хук в челюсть. Моралес упал. Поднялся. Пакьяо кинулся его добивать, но Моралес принялся контратаковать. Оба пошли в размен, в котором больше преуспел филиппинец. Вскоре мексиканец перестал отвечать на удары и лишь пытался уходить от атак Пакьяо. Он вновь пошёл спиной через ринг. Пакьяо правым кроссом пробил ему прямо в челюсть. Моралес сел на канвас. Сидя, он покачал головой в знак того, что не собирается продолжать боксировать. Одновременно с этим рефери досчитал до 10 и остановил бой.

#### Бой с Хорхе Солисом
В апреле 2007 года Пакьяо вышел на ринг против непобеждённого мексиканца Хорхе Солиса. В начале 8-го раунда Пакьяо левым апперкотом пробил в челюсть, и мексиканец упал. Он встал в последний момент. Пакьяо сразу же провёл ещё серию ударов и левым кроссом в голову послал его на канвас. Мексиканец не успел встать на счёт 10, и рефери остановил поединок.

#### Бой с Марко Антонио Баррерой II
В октябре 2007 года состоялся 2-й бой между Мэнни Пакьяо и Марко Антонио Баррерой. Пакьяо переработал мексиканца. В конце 11-го раунда Пакьяо выбросил большое количество точных ударов в голову Барреры. Мексиканец пошёл в клинч. Рефери дал команду стоп и начал разнимать их, и тут Баррера выбросил правый хук в голову Пакьяо. Рефери снял с мексиканца за это очко. По итогам 12 раундов судьи единогласным решением объявили победителем Пакьяо.

#### Бой с Маркесом II
В марте 2008 года состоялся 2-й бой между Мэнни Пакьяо и Хуаном Мануэлем Маркесом. В конце 3-го раунда Пакьяо попал встречным хуком в челюсть Маркесу. Мексиканец упал. Он поднялся на счёт 4. Пакьяо не хватило времени добить противника. В середине 7-го раунда из-за очередного столкновения головами оба бойца получили рассечение, и бой был приостановлен. В начале 10-го раунда левым боковым Пакьяо попал Маркесу в челюсть, у Маркеса подкосились ноги, но он устоял. По окончании боя судьи раздельным решением объявили победителем Мэнни Пакьяо.

### Лёгкий вес

#### Бой с Дэвидом Диасом
В июне 2008 года Мэнни Пакьяо вышел на ринг против чемпиона мира в лёгком весе по версии WBC Дэвида Диаса. Пакьяо доминировал весь бой. В конце 9-го раунда он выбросил правый джеб, а затем провёл короткий встречный левый хук в челюсть. Американец рухнул на канвас. Рефери сразу же прекратил бой. Диас лежал на полу около минуты.

### Полусредний вес

#### Бой с Оскаром Де Ла Хойей
В декабре 2008 года состоялся бой между Мэнни Пакьяо и Оскаром Де Ла Хойей. Бой проходил в полусреднем весе. Пакьяо дебютировал в этом весе, перепрыгнув 1-й полусредний вес, в котором также никогда не выступал. Де Ла Хойя последний раз выступал в этой категории в 2001 году. Перед боем большинство экспертов считали, что американец без труда одолеет бывшего полулегковеса. Однако бой опроверг эти ожидания. Пакьяо сразу же взял инициативу в свои руки: он больше двигался, чаще и точнее пробивал удары. Поединок получился практически односторонним: Оскар Де Ла Хойя просто не успевал реагировать на молниеносные атаки Мэнни Пакьяо, сумев выиграть лишь несколько отдельных эпизодов. В седьмом и восьмом раундах Де Ла Хойя пропустил большое количество акцентированных ударов, наполовину закрывших его левый глаз, и в перерыве перед девятой трехминуткой его секунданты приняли решение об отказе от продолжения боя.

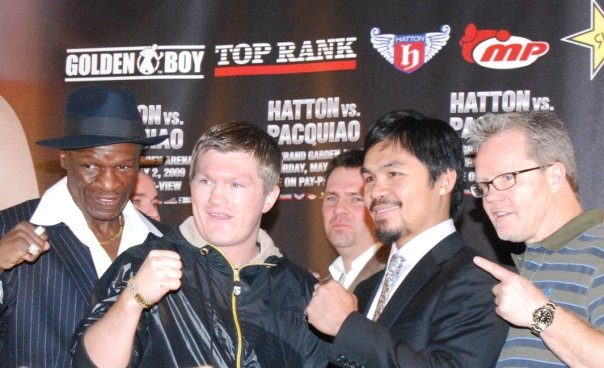
Пакьяо и Рикки Хаттон

### Первый полусредний вес

#### Бой с Рикки Хаттоном
В первом раунде Пакьяо дважды отправлял Хаттона в довольно тяжёлые нокдауны, но британец сумел выстоять и закончить раунд на ногах. На последней минуте второго раунда филиппинец провёл левый боковой точно в челюсть британцу и отправил его в глубочайший нокаут. Лучший нокаут 2009 года.

### Полусредний вес

#### Бой с Мигелем Котто
Первый раунд боя прошёл в равной борьбе, но уже во втором раунде Пакьяо полностью захватил инициативу. В третьем раунде Пакьяо отправил Котто в нокдаун. Второй раз Котто побывал на канвасе в четвёртом раунде. Пакьяо доминировал весь бой, и в начале двенадцатого раунда после многоударной комбинации филиппинца рефери остановил бой, зафиксировав победу «Пакмэна» техническим нокаутом. Позднее М. Пакьяо признался, что это был его самый трудный бой.

#### Бой с Джошуа Клотти
Учтя опыт предыдущих соперников Пакьяо, Джошуа Клотти выбрал на бой оборонительную тактику. Когда в первом раунде левый боковой Пакьяо пробил защиту и пошатнул африканца, казалось, что того ожидает участь Рикки Хатонна. В четвёртом раунде Мэнни Пакьяо использовал новинку — удар с двух рук одновренно. На протяжении всего боя, Пакьяо быстрыми и многоударными комбинациями обрабатывал корпус Клотти, постоянно выбрасывая множество ударов, раскрывая блок Клотти, и уверенно забирал каждый раунд. Перед стартом заключительного 12-го раунда боксёры обнялись и ринулись в бой. В этом раунде они, наконец, столкнулись головами (коронка спойлера Клотти) и продолжили выяснение отношений. На последних секундах Пакьяо бросился в атаку и встретил гонг, зажав Клотти у канатов. И как ожидалось Пакьяо с разгромным счётом победил.

### Первый средний вес

#### Бой с Антонио Маргарито
По ходу всего боя преимущество Пакьяо было очевидным, однако филиппинцу так и не удалось отправить своего соперника в нокаут. Более того, в шестом раунде, находясь у канатов, он пропустил жёсткий удар по печени. Впрочем, эта атака стала одной из немногочисленных успешных за весь поединок для мексиканца.Маргарито получил сильное рассечение под глазом, в связи с чем Пакьяо даже просил рефери прекратить бой, однако судья позволил боксёрам провести все 12 раундов.Пакьяо завоевал титул в восьмой для себя весовой категории! Счёт судейских записок: 120:108, 118:110, 119:109.

### Возвращение в полусредний вес

#### Бой с Шейном Мосли
Сам бой во многом не оправдал надежды болельщиков. Вместо феерической схватки двух великолепных мастеров зрители увидели довольно однообразное тактическое противостояние, которое больше напоминало дружеский спарринг, чем чемпионский бой. После двух раундов «пристрелки» Пакьяо полностью завладел инициативой в ринге, но в этот раз он действовал чрезвычайно осторожно, явно опасаясь пропустить контрудар. Мосли же работал джебом, изредка подключая правую руку; за весь бой ему не удалось провести ни одного по-настоящему акцентированного удара, подобного тому, что потряс Мейвезера. В третьем раунде ситуация оживилась после того, как филиппинцу удалось послать противника в нокдаун. В четвёртом Мосли снова оказался на полу, но в результате толчка. Зато аналогичный эпизод в 10-м раунде, когда равновесие потерял уже сам Пакьяо во время своей же атаки, привёл к тому, что рефери открыл счёт, хотя никакого нокдауна там не было и в помине. Эта досадная ошибка Кенни Бейлисса привела к тому, что чемпион взвинтил темп в «чемпионских» раундах. Мосли откровенно уходил от боя, а Пакьяо не особенно стремился закончить поединок досрочно, ему вполне хватало и выигранных эпизодов. Всё это привело к судейскому решению. Бригада арбитров, как и предполагалось, единогласно отдала победу филиппинцу.

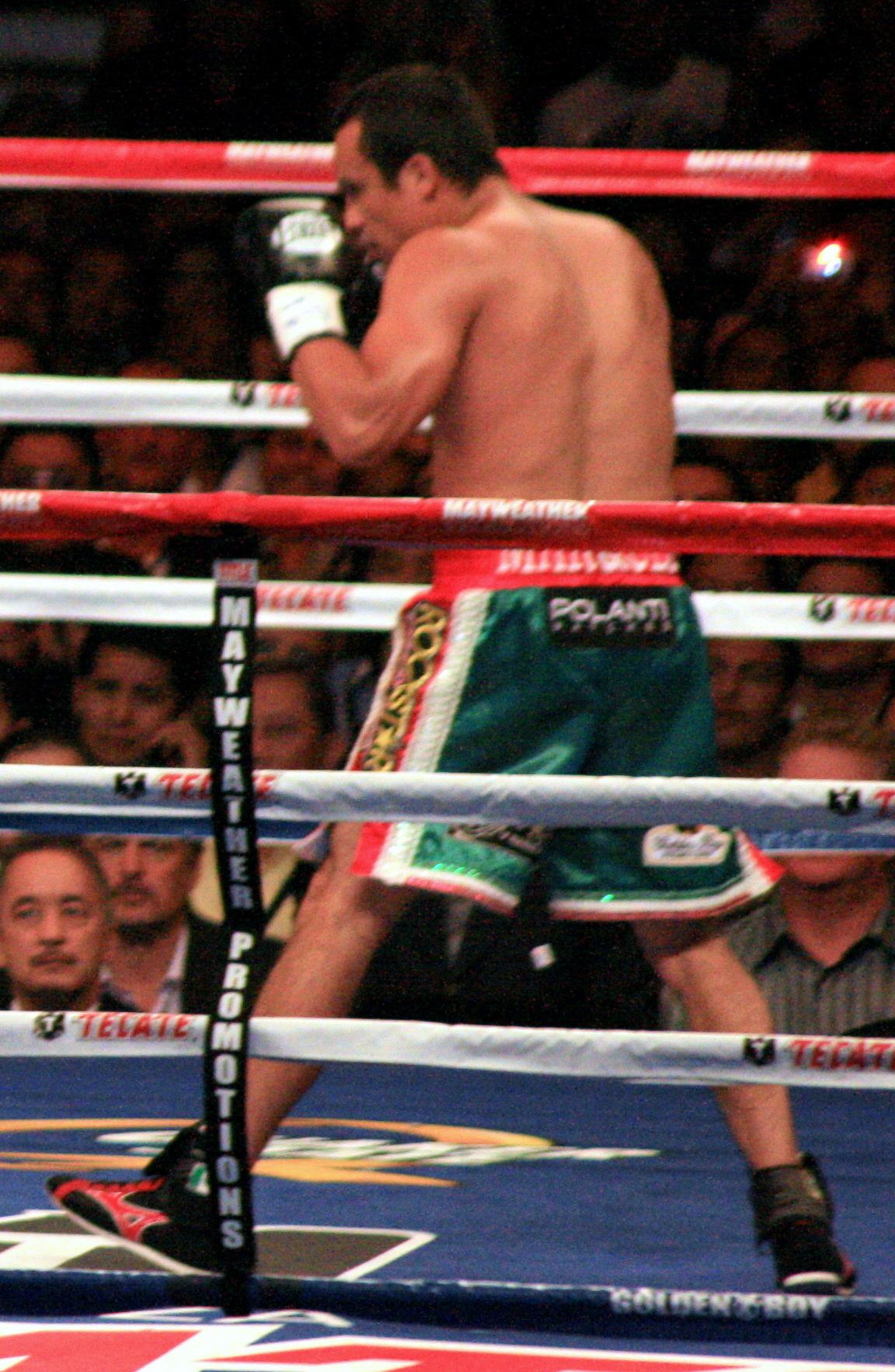
Хуан Мануэль Маркес

#### Бой с Маркесом III
Бой продлился все 12 раундов и закончился победой Пакьяо. Он бил чаще, однако много промахивался. Маркес же отвечал достаточно точно и сильно. В последних раундах Мэнни взвинтил темп, бросая быстрые комбинации, однако ощутимого эффекта это не дало. Бой вызвал неоднозначные оценки. Так, авторитетное издание The Ring, освещающее бокс, признало этот бой «Грабежом года» — 2011. В опросе, проведённом среди читателей, большое количество респондентов — 43 % (2 270 человек) — высказались против результата поединка и сочли исход боя несправедливым, отдав победу Маркесу.

#### Бой с Тимоти Брэдли
Бой продлился 12 раундов. Первые раунды были конкурентными, с небольшим преимуществом Пакьяо, но начиная с 3 по 9 Пакьяо полностью захватил инициативу, сумев потрясти американца в 3, 4 и 5 раундах. В «чемпионских» раундах в Мэнни стала заметна усталость. Последние раунды остались за Брэдли. За весь бой Пакьяо попал 253 удара, из них 190 силовые, а Брэдли попал 159 ударов, из них 109 силовые. После финального гонга неофициальный судья Харольд Ледерман дал 119—109 в пользу Пакьяо. Когда Брэдли подняли руку, зал был в шоке. В послематчевом интервью, когда Тим Брэдли заявил, что каждый раунд был очень равным, публика негативно отреагировала на это, а когда Пакьяо перед всем залом и самим Брэдли произнёс: «Я вчистую выиграл этот бой» (англ. I clearly won this fight), — публика поприветствовала филиппинца одобрительным свистом. Решение было более чем скандальным. Многие считают, что филиппинца обокрали судьи. Брэдли пообещал дать Пакьяо реванш до конца года. Тем не менее вместо реванша с Брэдли Пакьяо предпочёл провести 4 бой с Хуаном Мануэлем Маркесом.

#### Бой с Маркесом IV
Бой боксёры начали активно. В третьем раунде Маркес ударом справа отправил Пакьяо в нокдаун, филиппинец быстро восстановился. В пятом раунде
Пакьяо нанес удар слева и Маркеса повело, он коснулся перчаткой пола. Рефери отсчитал нокдаун. В концовке шестого раунда бойцы пошли в размен, Пакьяо ринулся вперед и нарвался на сильнейший встречный удар Маркеса. Филиппинец как подкошенный рухнул на канвас лицом вперед. Рефери даже не стал открывать счёт. Пакьяо оказался в тяжелейшем нокауте, пролежав на настиле ринга без сознания несколько минут. На момент остановки боя Пакьяо вёл на картах всех 3 судей. Данный бой журналом «Ринг» получил звания: бой года, нокаут года, событие года и раунд года.

#### Возвращение в бою с Брэндоном Риосом
23 ноября 2013 года после почти годичного перерыва Мэнни Пакьяо встретился с Брэндоном Риосом. Многим было интересно в какой форме Пакьяо подойдет к этому бою после поражения. Бой проходил активно со стороны филиппинца, он набрасывал молниеносные серии и смещался по сторонам. Весь бой прошёл в таком ключе, Риосу почти ничего не удалось противопоставить скорости и интеллекту Пакьяо, в итоге Менни вернулся с победой единогласным решением судей, в этой встрече он забрал практически все эпизоды боя, но он стал сильно осторожничать и не идти на добивание, в последней трёх-минутке, когда Брэндон оказался зажатым у канатов, Мэнни намеренно отпустил его и дал выйти на середину ринга, чтобы продолжить бой, но это никак не повлияло на исход встречи… После боя, лицо Риоса было в ссадинах и гематомах, а Пакьяо заявил, что специально не шёл на обострение, чтобы не пропустить сильный удар. Счёт судейских записок: 120—108, 119—109, 118—110.

#### Реванш с Брэдли
12 апреля 2014 года состоялся реванш Мэнни Пакьяо с Тимоти Брэдли. Бой начался с разведки, однако вскоре Брэдли попытался поймать Пакьяо встречным ударом справа и иногда это у него неплохо получалось. Далее по ходу встречи стало очевидно, что Брэдли значительно улучшил свои боксёрские качества по сравнению с первым боем и первая половина матча прошла в конкурентной борьбе. Брэдли даже удалось потрясти Пакьяо правым прямым в четвёртом раунде, но он избрал тактику агрессора и истратил много сил уже к середине боя, а Мэнни наоборот действовал очень экономно и начиная с 6-го раунда захватил инициативу, особенно запомнилась серия из 10 ударов в 7 раунде, на что Брэдли лишь бравировал стоя у канатов и призывал идти на обоюдный обмен ударами. В девятом раунде «Буря в Пустыне» подвернул ногу и в целом во второй половине боя ему можно было отдать лишь 11-й раунд, остальные уверенно взял филиппинец. По подсчёту комментаторов HBO счёт выглядел следующим образом: 10:2, 8:4 и 11:1 в пользу Пакьяо, а независимый судья Харольд Ледерман — 116:112, что вполне соответствовало происходившему в ринге. Таким образом Пакьяо победил боксёра входящего в топ 3 п4п, однако, по мнению многих, потерял былой темп и стал больше действовать в защите, что сказалось на зрелищности. Счёт официальных судей: 116:112 (дважды) и 118:110. После боя боксёры пожали руки и Брэдли заявил, что Пакьяо победил справедливо.

#### Бой с Крисом Алджиери
23 ноября 2014 года Пакьяо встретился с небитым американцем Крисом Алджиери, который в прошлом бою неожиданно победил Руслана Проводникова. Пакьяо уверенно контролировал бой, успешно атакуя значительно более высокого оппонента. Как и ожидалось, американец почти всё время работал вторым номером, стараясь не пропустить мощных ударов именитого соперника. Тем не менее, уже во 2-м раунде Алджиери был отсчитан нокдаун; в 6-м раунде американец дважды побывал на канвасе; в 9-м раунде Пакьяо потряс американца точным левым прямым. Алджиери оказался в тяжёлом нокдауне и с трудом поднялся до окончания отсчёта. Филиппинец стал избивать потрясённого противника, после этого Алджиери был отсчитан ещё один нокдаун, однако он сумел продержаться до гонга. Американский спортсмен не смог полностью восстановиться за время перерыва и выглядел уставшим в 10-м раунде, в котором он в последний, шестой раз, оказался в нокдауне. В итоге бой продлился все отведённые 12 раундов. Судьи единогласно объявили победителем Пакьяо. Филиппинец победил с разгромным счётом: 120—102 и 119—103 (дважды).

#### Бой с Флойдом Мейвезером
21 февраля 2015 года Флойд Мэйвезер подписал контракт, по которому бой с Пакьяо состоится именно 2 мая.
2 мая 2015 года состоялся бой между Мэнни Пакьяо и Флойдом Мейвезером, который, по мнению экспертов, являлся одним из самых ожидаемых поединков. Бой продлился все 12 раундов и закончился победой Флойда Мейвезера. Весь бой Мэнни атаковал, но Флойд Мейвезер эффективно работал на контратаках. По статистике ударов Мейвезер полностью превзошёл Пакьяо. Однако Пакьяо посчитал, что он выиграл. В интервью, после боя Флойд назвал Мэнни «адским бойцом». После боя, Пакьяо заявил о травме плеча, которую он получил в ходе подготовки к бою, но до боя ни Пакьяо, ни представители его команды не сообщали о травме плеча.
Сумма гонораров за бой между филиппинцем Пакьяо и американцем Мейвезером достигла $300 млн, как сообщил комментатор в ходе прямой трансляции боя по «Первому каналу» российского телевидения. Пакьяо получил за этот бой $120 млн, Мейвезер — $180 млн.

#### Третий бой с Тимоти Брэдли
9 апреля 2016 года состоялась третья встреча между Мэнни Пакьяо и Тимоти Брэдли. Ставки букмекеров принимались из расчёта 1.4 к 3.2 на Пакьяо. Официальный счёт первых двух боёв выглядел 1:1, на деле же 2:0 в пользу Пакьяо. К этому бою «Буря в Пустыне» подошёл с новым тренером, опытным и широко известным в Америке, Тедди Атласом в тандеме с которым они провели один очень успешный бой и была одержана победа над Риосом(TKO 9) Бой начался спокойно, без спешки, боксёры выбрасывали одиночные удары и как правило работали на точность, а не на количество выброшенных ударов. Первые три раунда проходили с переменным успехом, у каждого были свои удачные моменты, но Филиппинец всё же был немного точнее. Начиная с четвёртого, Пакьяо активизировался и начал выбрасывать уже связки из 3-4 ударов, как правило очень выверенно и точно, то же самое происходило и в пятом. Шестой раунд был небогатым на события, а вот в седьмом, Пак-Мэн трёх-ударной комбинацией оформил легкий нокдаун. Восьмой раунд выиграл Брэдли, за счёт прессинга и активности, а в девятом филиппинец удвоил успех, отправив американца на настил коротким левым крюком. Оставшаяся часть поединка проходила в спокойном темпе, где Пакьяо выглядел лучше. Как итог, все трое судей выставили счёт 116—110 в пользу Пакьяо. После боя, боксёры тепло высказались друг о друге, а Пакьяо в свою очередь, на послематчевой пресс-конференции, объявил о завершении спортивной карьеры, так как в мае он будет баллотироваться в сенат Филиппин на должность конгрессмена.

#### Бой с Джесси Варгасом
5 ноября 2016 года одержал победу над чемпионом мира в полусреднем весе по версии WBO 27-летним американцем Джесси Варгасом (27-2-0, 10 КО). Пакьяо с первых же минут действовал привычно, работая первым номером. Во втором раунде филиппинец отправил Варгаса в нокдаун, но американец быстро восстановился и продолжил боксировать. Бой продлился все 12 раундов. Пакьяо был надёжнее в атакующих и защитных действиях и победил единогласным решением судей. Официальный счёт: 114—113 и 118—109 (дважды).

#### Чемпионский бой с Джеффом Хорном
2 июля 2017 года состоялся бой с Джеффом Хорном, в котором Пакьяо проиграл спорным решением по очкам (118—111, 115—113 (дважды)). В результате Хорн получил титул чемпиона мира по версии WBO в полусреднем весе.

#### Чемпионский бой с Лукасом Матиссе
15 июля 2018 года состоялся бой с Лукасом Матиссе, в котором Пакьяо победил техническим нокаутом в седьмом раунде, и завоевал титул чемпиона мира по версии WBA в полусреднем весе.
Бой с Эдриеном Бронером
19 января 2019 года одержал победу единогласным решением судей над экс-чемпионом мира в четырёх весовых категориях Эдриеном Бронером тем самым защитив титул.

#### Бой с Китом Турманом
21 июля 2019 года состоялся чемпионский бой против 30-летнего суперчемпиона мира WBA Кита Турмана. Когда поединок был официально объявлен, Кит Турман считался фаворитом у букмекеров, однако ко дню боя букмекеры Лас-Вегаса значительно снизили коэффициент на победу Пакьяо. С первых секунд боя филиппинец занял центр ринга и навязал высокий темп более крупному и молодому сопернику. В конце 1-го раунда Турман прижал Пакьяо к канатам и нанес хороший удар справа, Пакьяо улыбнулся в ответ и через 3 секунды отправил американца в нокдаун быстрой серией. Турман не был сильно потрясен, однако нокдаун дал Пакьяо преимущество на карточках судей. В последующий пяти раундах Пакьяо за счет смещений из стороны в сторону и молниеносных серий перебивал суперчемпиона, а попадания Турмана не производили на «Пакмана» никакого впечатления. В этом поединке боксёрский мир впервые увидел Мэнни Пакьяо уставшим; Начиная с седьмого раунда филиппинец уже был не столь быстрый в своих атаках и Турман начал брать нити боя в свои руки, уверенно забрав 7-й, 8-й и 9-й раунды. Однако уже в десятом раунде Мэнни Пакьяо вновь потрясает соперника, в этот раз жёстким ударом в область печени, после которого Турман скорчился от боли и сплюнул капу в перчатку. Подсевший в скорости Пакьяо не смог финишировать соперника. Чемпионские раунды прошли в конкурентной борьбе, в которой было трудно назвать однозначного победителя. Мэнни Пакьяо одержал победу раздельным решением судей (115—112 Пакьяо дважды и 114—113 Турман) и стал самым возрастным боксером, когда либо завоевывавшим титул чемпиона мира в полусреднем весе (40 лет и 6 месяцев), вернувшись в рейтинг pound for pound.

#### Бой с Йорденисом Угасом
21 августа 2021 года Мэнни Пакьяо вернулся на ринг после 2-летнего перерыва в бою с южноамериканцем Йорденисом Угасом за титул Чемпиона WBA в весовой категории 66,68 кг. Изначально, Мэнни Пакьяо должен был встретиться с Эрролом Спенсом, но Спенс получил травму во время подготовки и Угас вышел на замену за 10 дней до боя. Пакьяо с первых секунд боя занял центр ринга и пытался контратаковать одноударные выпады Угаса сериями, однако точных попаданий со стороны филиппинца было немного. А кубинец, в свою очередь, пользуясь преимуществом в антропометрии, хорошо попадал джебом. К середине боя стало понятно, что Мэнни Пакьяо всё же постарел и был далек даже от той формы, в которой он был в бою с Турманом 2 года назад. Угас наносил точные удары справа и забирал большую часть раундов. Пакьяо всё же находил возможность для нанесения своих серий, но этого было не достаточно для победы. Бой продлился все отведенные 12 раундов и завершился победой Угаса судейским решением. Интересен тот факт, что в этом поединке Мэнни Пакьяо выбросил 815 ударов, это его самый высокий показатель за 11 лет. Последний раз Пакьяо выбрасывал более 800 ударов за бой в поединке с Антонио Маргарито.

#### Бой с Марио Барриосом
19 июля 2025 года после 4-х лет отсутствия на рингев сразился в Лас-Вегасе с действующим чемпионом мира WBC в полусреднем весе Марио Барриосом. Первый раунд остался за Пакьяо, который пытался показывать свой фирменный стиль боксирования. Мэнни выкидывал удары под разным углами, был свеж на ногах и имел приличную скорость. Следущие раунды Барриос собрался и за счёт опережения и контратак смог переломить начало боя. В середине поединка Барриос отдал инициативу, он долго выжидал и не хотел обострять. Работал от защиты. Концовка осталась за чемпионом, который хоть и был пассивен, но в точных ударах перестрелял именитого ветерана. Судьи посчитали: 115—113 Барриосу и дважды 114—114. Ничья решением большинства судей. Решение вызвало критичку болещиков, боксеров и экспертов. Многие посчитали что победил Пакьяо. Согласно итоговой статистике от Compubox: Барриос был точней (120-101) за счёт джебов (45-20). Пакьяо немного превзошёл по силовым (81-75).

## Таблица профессиональных поединков
В таблице перечислены результаты всех поединков боксёров.
В каждой строке указан результат поединка. Дополнительно номер поединка обозначен цветом, который обозначает итог поединка. Расшифровка обозначений и цветов представлена в нижеследующей таблице.
| Пример | Расшифровка                     |
| ------ | ------------------------------- |
|        | Победа                          |
|        | Ничья                           |
|        | Поражение                       |
|        | Планируемый поединок            |
|        | Поединок признан несостоявшимся |
| КО     | Нокаут                          |
| ТКО    | Технический нокаут              |
| PTS    | Решение судей (по очкам)        |
| UD     | Единогласное решение судей      |
| MD     | Решение большинства судей       |
| SD     | Раздельное решение судей        |
| RTD    | Отказ от продолжения боя        |
| DQ     | Дисквалификация                 |
| NC     | Поединок признан несостоявшимся |

| 73 поединка, 62 победы (39 нокаутом), 3 ничьи, 8 поражений. | 73 поединка, 62 победы (39 нокаутом), 3 ничьи, 8 поражений. | 73 поединка, 62 победы (39 нокаутом), 3 ничьи, 8 поражений. | 73 поединка, 62 победы (39 нокаутом), 3 ничьи, 8 поражений. | 73 поединка, 62 победы (39 нокаутом), 3 ничьи, 8 поражений.  | 73 поединка, 62 победы (39 нокаутом), 3 ничьи, 8 поражений. | 73 поединка, 62 победы (39 нокаутом), 3 ничьи, 8 поражений. |
| Бой                                                         | Рекорд                                                      | Дата боя                                                    | Соперник                                                    | Место боя                                                    | Результат                                                   | Дополнительно |
| ----------------------------------------------------------- | ----------------------------------------------------------- | ----------------------------------------------------------- | ----------------------------------------------------------- | ------------------------------------------------------------ | ----------------------------------------------------------- | --- |
| 73                                                          | 62-8-3                                                      | 19 июля 2025                                                | Марио Барриос (29-2-1)                                      | MGM Grand Garden Arena, Лас-Вегас, США                       | MD 12                                                       | Бой за титул чемпиона мира по версии WBC (3-я защита Барриоса) в полусреднем весе. Счет судей: 113-115, 114:114 (дважды)                                                                           |
| 72                                                          | 62-8-2                                                      | 21 августа 2021                                             | Йорденис Угас (26-4)                                        | Ти-Мобайл Арена, Лас-Вегас, Невада, США                      | UD 12                                                       | Бой за титул чемпиона мира по версии WBA-Super (1-я защита Угаса) в полусреднем весе. Счет судей: 115-113, 116-112 (дважды).                                                                       |
| 71                                                          | 62-7-2                                                      | 20 июля 2019                                                | Кит Турман (29-0)                                           | MGM Grand, Лас-Вегас, Невада, США                            | SD 12                                                       | Завоевал титул чемпиона мира по версии WBA Super в полусреднем весе. |
| 70                                                          | 61-7-2                                                      | 19 января 2019                                              | Эдриэн Бронер (33-3-1)                                      | MGM Grand, Лас-Вегас, Невада, США                            | UD 12                                                       | Защитил титул чемпиона мира по версии WBA в полусреднем весе (1-я защита Пакьяо). |
| 69                                                          | 60-7-2                                                      | 15 июля 2018                                                | Лукас Матиссе (39-4)                                        | Axiata Arena, Куала-Лумпур, Малайзия                         | TKO 7 (12) 2:43                                             | Завоевал титул чемпиона мира по версии WBA в полусреднем весе (1-я защита Матиссе). |
| 68                                                          | 59-7-2                                                      | 2 июля 2017                                                 | Джефф Хорн (16-0-1)                                         | Suncorp Stadium, Брисбен, Австралия                          | UD 12                                                       | Бой за титул чемпиона мира по версии WBO в полусреднем весе (1-я защита Пакьяо). Счёт судей: 111-117, 113-115 (дважды).                                                                            |
| 67                                                          | 59-6-2                                                      | 5 ноября 2016                                               | Джесси Варгас (27-1)                                        | Лас-Вегас, Невада, США                                       | UD 12                                                       | Завоевал титул чемпиона мира по версии WBO в полусреднем весе (1-я защита Варгаса). Варгас в нокдауне во 2-м раунде. Счёт судей: 114-113 и 118-109 (дважды).                                       |
| 66                                                          | 58-6-2                                                      | 9 апреля 2016                                               | Тимоти Брэдли (3) (33-1-1)                                  | MGM Grand, Лас-Вегас, Невада, США                            | UD 12                                                       | Вакантный титул WBO International. Бредли в нокдауне в 7-м и 9-м раундах. Счёт судей: 116-110 (трижды).                                                                                            |
| 65                                                          | 57-6-2                                                      | 2 мая 2015                                                  | Флойд Мейвезер (47-0)                                       | MGM Grand, Лас-Вегас, Невада, США                            | UD 12                                                       | Бой за титул чемпиона мира в по версиям WBC (4-я защита Мейвезера), WBA (2-я защита Мейвезера), WBO (2-я защита Пакьяо) и The Ring (3-я защита Мейвезера). Счёт судей: 110-118 и 112-116 (дважды). |
| 64                                                          | 57-5-2                                                      | 23 ноября 2014                                              | Крис Алджиери (20-0)                                        | Cotai Strip, Макао, Китай                                    | UD 12                                                       | Бой за титул чемпиона мира по версии WBO (1-я защита Пакьяо). Алгиери в нокдауне один раз во 2-м и 10-м раундах и два раза в 6-м и 9-м раундах. Счёт судей: 120-102 и 119-103 (дважды).            |
| 63                                                          | 56-5-2                                                      | 12 апреля 2014                                              | Тимоти Брэдли (2) (31-0)                                    | MGM Grand, Лас-Вегас, Невада, США                            | UD 12                                                       | Бой за титул чемпиона мира по версии WBO (3-я защита Брэдли). Счёт судей: 118-110 и 116-112 (дважды).                                                                                              |
| 62                                                          | 55-5-2                                                      | 24 ноября 2013                                              | Брэндон Риос (31-1-1)                                       | Cotai Strip, Макао, Китай                                    | UD 12                                                       | Вакантный титул WBO International. Счёт судей: 120-108, 119-109, 118-110. |
| 61                                                          | 54-5-2                                                      | 8 декабря 2012                                              | Хуан Мануэль Маркес (4) (54-6-1)                            | MGM Grand, Лас-Вегас, Невада, США                            | КО 6 (12) 2:59                                              | |
| 60                                                          | 54-4-2                                                      | 9 июня 2012                                                 | Тимоти Брэдли (28-0)                                        | MGM Grand, Лас-Вегас, Невада, США                            | SD 12                                                       | Бой за титул чемпиона мира по версии WBO (4-я защита Пакьяо). Счёт судей: 115-113 и 113-115 (дважды).                                                                                              |
| 59                                                          | 54-3-2                                                      | 12 ноября 2011                                              | Хуан Мануэль Маркес (3) (53-5-1)                            | MGM Grand, Лас-Вегас, Невада, США                            | MD 12                                                       | Бой за титул чемпиона мира по версии WBO (3-я защита Пакьяо). Счёт судей: 115-113, 114-114, 116-112.                                                                                               |
| 58                                                          | 53-3-2                                                      | 7 мая 2011                                                  | Шейн Мосли (46-6-1)                                         | MGM Grand, Лас-Вегас, Невада, США                            | UD 12                                                       | Бой за титул чемпиона мира по версии WBO (2-я защита Пакьяо). Мосли в нокдауне в 3-м раунде. Счёт судей: 120-107, 120-108, 119-108.                                                                |
| 57                                                          | 52-3-2                                                      | 13 ноября 2010                                              | Антонио Маргарито (38-6)                                    | AT&T-стэдиум, Арлингтон, Техас, США                          | UD 12                                                       | Вакантный титул чемпиона мира по версии WBC. |
| 56                                                          | 51-3-2                                                      | 13 марта 2010                                               | Джошуа Клотти (35-3)                                        | AT&T-стэдиум, Арлингтон, Техас, США                          | UD 12                                                       | Бой за титул чемпиона мира по версии WBO (1-я защита Пакьяо). Счёт судей: 120-108 и 119-109 (дважды).                                                                                              |
| 55                                                          | 50-3-2                                                      | 14 ноября 2009                                              | Мигель Анхель Котто (34-1)                                  | MGM Grand, Лас-Вегас, Невада, США                            | TKO 12 (12) 0:55                                            | Бой за титул чемпиона мира по версии WBO (2-я защита Котто). Котто в нокдауне в 3-м и 4-м раундах.                                                                                                 |
| 54                                                          | 49-3-2                                                      | 2 мая 2009                                                  | Рикки Хаттон (45-1)                                         | MGM Grand, Лас-Вегас, Невада, США                            | KO 2 (12) 2:59                                              | Бой за титул чемпиона мира по версиям The Ring (6-я защита Хаттона) и IBO (3-я защита Хаттона). |
| 53                                                          | 48-3-2                                                      | 6 декабря 2008                                              | Оскар Де Ла Хойя (39-5)                                     | MGM Grand, Лас-Вегас, Невада, США                            | RTD 8 (12) 3:00                                             | |
| 52                                                          | 47-3-2                                                      | 28 июня 2008                                                | Дэвид Диас (34-1-1)                                         | Мандалай-Бэй, Лас-Вегас, Невада, США                         | TKO 9 (12) 2:24                                             | Бой за титул чемпиона мира по версии WBC (2-я защита Диаса). |
| 51                                                          | 46-3-2                                                      | 15 марта 2008                                               | Хуан Мануэль Маркес (2) (48-3-1)                            | Мандалай-Бэй, Лас-Вегас, Невада, США                         | SD 12                                                       | Бой за титул чемпиона мира по версии WBC (2-я защита Маркеса). Вакантный титул The Ring. Счёт судей: 115-112, 112-115, 114-113.                                                                    |
| 50                                                          | 45-3-2                                                      | 6 октября 2007                                              | Марко Антонио Баррера (2) (63-5)                            | Мандалай-Бэй, Лас-Вегас, Невада, США                         | UD 12                                                       | Титул WBC International (5-я защита Пакьяо). Счёт судей: 115-112 и 118-109 (дважды). |
| 49                                                          | 44-3-2                                                      | 14 апреля 2007                                              | Хорхе Солис (34-0-2)                                        | Alamodome, Сан-Антонио, Техас, США                           | KO 8 (12) 1:16                                              | Титул WBC International (4-я защита Пакьяо). |
| 48                                                          | 43-3-2                                                      | 18 ноября 2006                                              | Эрик Моралес (3) (48-4)                                     | Thomas & Mack Center, Лас-Вегас, Невада, США                 | KO 3 (12) 2:57                                              | Титул WBC International (3-я защита Пакьяо). |
| 47                                                          | 42-3-2                                                      | 2 июля [[[2006 год в боксе\|2006]]                          | Оскар Лариос (56-4-1)                                       | Araneta Coliseum, Кесон-Сити, Филиппины                      | UD 12                                                       | Титул WBC International (2-я защита Пакьяо). Счёт судей: 117-110, 118-108, 120-106. |
| 46                                                          | 41-3-2                                                      | 21 января 2006                                              | Эрик Моралес (2) (48-3)                                     | Thomas & Mack Center, Лас-Вегас, Невада, США                 | TKO 10 (12) 2:33                                            | Титул WBC International (1-я защита Пакьяо). Элиминатор WBC. |
| 45                                                          | 40-3-2                                                      | 10 сентября 2005                                            | Эктор Веласкес (42-10-2)                                    | Стэйплс-центр, Лос-Анджелес, Калифорния, США                 | TKO 6 (12) 2:59                                             | Вакантный титул WBC International. |
| 44                                                          | 39-3-2                                                      | 19 марта 2005                                               | Эрик Моралес (47-2)                                         | MGM Grand, Лас-Вегас, Невада, США                            | UD 12                                                       | Вакантные титулы WBC International и IBA. Счёт судей: 113-115 (трижды). |
| 43                                                          | 39-2-2                                                      | 11 декабря 2004                                             | Фахсан 3K Баттери (43-7-1)                                  | MC Home Depot Open Air Arena, Тагиг, Филиппины               | TKO 4 (12) 1:26                                             | Чемпион мира по версии The Ring (2-я защита Пакьяо). Элиминатор IBF. |
| 42                                                          | 38-2-2                                                      | 8 мая 2004                                                  | Хуан Мануэль Маркес (42-2)                                  | MGM Grand, Лас-Вегас, Невада, США                            | SD 12                                                       | Чемпион мира по версиям WBA Super (1-я защита Маркеса), IBF (2-я защита Маркеса) и The Ring (1-я защита Пакьяо). Счёт судей: 115-110, 113-113, 110-115.                                            |
| 41                                                          | 38-2-1                                                      | 15 ноября 2003                                              | Марко Антонио Баррера (57-3)                                | Alamodome, Сан-Антонио, Техас, США                           | TKO 11 (12) 2:56                                            | Чемпион мира по версии The Ring (3-я защита Барреры). |
| 40                                                          | 37-2-1                                                      | 26 июля 2003                                                | Эммануэль Лусеро (21-0-1)                                   | Olympic Auditorium, Лос-Анджелес, Калифорния, США            | TKO 3 (12) 0:48                                             | Чемпион мира по версии IBF (4-я защита Пакьяо). |
| 39                                                          | 36-2-1                                                      | 15 марта 2003                                               | Серикжан Ешмагамбетов (17-5-1)                              | Лунета Парк, Манила, Столичный регион, Филиппины             | TKO 5 (10) 1:52                                             | Пакьяо в нокдауне в 4-м раунде. Ешмагамбетов в нокдауне в 1-м и 5-м раундах. |
| 38                                                          | 35-2-1                                                      | 26 октября 2002                                             | Фахпракорб Раккиятджим (37-2)                               | Ризал Мемориал Колледж Гим, Давао, Давао Дел Сур, Филиппины  | TKO 1 (12) 2:46                                             | Чемпион мира по версии IBF (3-я защита Пакьяо). |
| 37                                                          | 34-2-1                                                      | 8 июня 2002                                                 | Хорхе Эльесер Хулио (44-3)                                  | Пирамида, Мемфис, Теннесси, США                              | TKO 2 (12) 1:09                                             | Чемпион мира по версии IBF (2-я защита Пакьяо). |
| 36                                                          | 33-2-1                                                      | 10 ноября 2001                                              | Агапито Санчес (31-9-2)                                     | Bill Graham Civic Auditorium, Сан-Франциско, Калифорния, США | TD 6 (12) 1:12                                              | Чемпион мира по версиям IBF (1-я защита Пакьяо) и WBO (1-я защита Санчеса). Счёт судей: 55-57, 56-56, 58-54.                                                                                       |
| 35                                                          | 33-2                                                        | 23 июня 2001                                                | Лехлохоноло Ледваба (33-1-1)                                | MGM Grand, Лас-Вегас, Невада, США                            | TKO 6 (12) 0:59                                             | Чемпион мира по версии IBF (6-я защита Ледвабы). |
| 34                                                          | 32-2                                                        | 28 апреля 2001                                              | Ветхя Сакмуангланг (40-3-0)                                 | Кидапаван, Котабато, Филиппины                               | KO 6 (12) 2:40                                              | Титул WBC International во 2-м легчайшем весе (5-я защита Пакьяо). |
| 33                                                          | 31-2                                                        | 24 февраля 2001                                             | Тецутора Сенрима (19-4-3)                                   | Ynares Center, Антиполо, Рисаль, Филиппины                   | TKO 5 (12) 1:06                                             | Титул WBC International во 2-м легчайшем весе (4-я защита Пакьяо). |
| 32                                                          | 30-2                                                        | 14 октября 2000                                             | Недал Хуссейн (19-0-0)                                      | Ynares Center, Антиполо, Рисаль, Филиппины                   | TKO 10 (12) 1:48                                            | Титул WBC International во 2-м легчайшем весе (3-я защита Пакьяо). Пакьяо в нокдауне в 4-м раунде.                                                                                                 |
| 31                                                          | 29-2                                                        | 28 июня 2000                                                | Чхэ Сын Кон (23-0-0)                                        | Araneta Coliseum, Barangay Cubao, Quezon City, Филиппины     | TKO 1 (12) 1:42                                             | Титул WBC International во 2-м легчайшем весе (2-я защита Пакьяо). |
| 30                                                          | 28-2                                                        | 4 марта 2000                                                | Арнел Баротилло (22-9-3)                                    | Ninoy Aquino Stadium, Манила, Филиппины                      | TKO 4 (12)                                                  | Титул WBC International во 2-м легчайшем весе (1-я защита Пакьяо). |
| 29                                                          | 27-2                                                        | 18 декабря 1999                                             | Рейнанте Джамили (41-5-0)                                   | Elorde Sports Center, Параньяке, Филиппины                   | TKO 2 (12)                                                  | Вакантный титул WBC International во 2-м легчайшем весе. Джамили три раза в нокдауне во 2-м раунде.                                                                                                |
| 28                                                          | 26-2                                                        | 17 сентября 1999                                            | Медгоен Сингсурат (18-0-0)                                  | Пакпанаг Метрополиан Стадиум, Накхонситхаммарат, Таиланд     | TKO 3 (12) 1:32                                             | Чемпион мира по версии WBC (2-я защита Пакьяо). |
| 27                                                          | 26-1                                                        | 24 апреля 1999                                              | Габриэль Мира (19-7-1)                                      | Araneta Coliseum, Кесон-Сити, Филиппины                      | TKO 4 (12) 2:45                                             | Чемпион мира по версии WBC (1-я защита Пакьяо). |
| 26                                                          | 25-1                                                        | 20 февраля 1999                                             | Тодд Макелим (7-4-0)                                        | Provincial Sports Complex, Кидапаван, Котабато, Филиппины    | TKO 3 (10) 2:52                                             | |
| 25                                                          | 24-1                                                        | 4 декабря 1998                                              | Чатчай Сасакул (32-1-1)                                     | Tonsuk College Ground, Phuttamonthon, Таиланд                | KO 8 (12) 2:54                                              | Бой за титул чемпиона мира по версии WBC (4-я защита Сасакула). Выиграл линейный титул (первый титул чемпиона мира в карьере Пакьяо).                                                              |
| 24                                                          | 23-1                                                        | 18 мая 1998                                                 | Син Терао (10-2-1)                                          | Коракуэн, Токио, Япония                                      | KO 1 (10) 2:59                                              | Терао три раза в нокдауне. |
| 23                                                          | 22-1                                                        | 6 декабря 1997                                              | Паномдэй Охютханакорн (7-3-0)                               | South Cotabato Stadium, Коронадаль, Филиппины                | KO 1 (12) 1:38                                              | Титул OPBF в наилегчайшем весе (1-я защита Пакьяо). |
| 22                                                          | 21-1                                                        | 14 сентября 1997                                            | Мелвин Маграмо (22-13-2)                                    | Cebu Coliseum, Себу, Филиппины                               | UD 10                                                       | |
| 21                                                          | 20-1                                                        | 26 июня 1997                                                | Чокчай Чокквиват (34-2-0)                                   | Mandaluyong, Филиппины                                       | KO 5 (12) 2:46                                              | Титул OPBF в наилегчайшем весе (9-я защита Чокквивата). Чокквиват в нокдауне в 5-м раунде. |
| 20                                                          | 19-1                                                        | 30 мая 1997                                                 | Ариэль Аустрия (10-5-3)                                     | Almendras Gym, Давао, Филиппины                              | TKO 6 (10)                                                  | |
| 19                                                          | 18-1                                                        | 24 апреля 1997                                              | Ли Воок Ки (0-4-1)                                          | Ritsy’s, Макати, Филиппины                                   | KO 1 (10) 1:04                                              | Ки в нокдауне в 1-м раунде. |
| 18                                                          | 17-1                                                        | 8 марта 1997                                                | Майк Луна (20-7-4)                                          | Barangay Sucat, Мунтинлупа, Филиппины                        | KO 1 (10) 1:56                                              | Луна в нокдауне в 1-м раунде. |
| 17                                                          | 16-1                                                        | 28 декабря 1996                                             | Ли Сунь Юль (0-2-0)                                         | Мунтинлупа, Филиппины                                        |                                                             | |
| 16                                                          | 15-1                                                        | 27 июля 1996                                                | Иппо Гала (1-11-1)                                          | Mandaluyong, Филиппины                                       | TKO 2 (10)                                                  | Гала в нокдауне во 2-м раунде. |
| 15                                                          | 14-1                                                        | 15 июня 1996                                                | Берт Батиллер (10-1-2)                                      | Генерал-Сантос, Филиппины                                    | TKO 4 (10)                                                  | |
| 14                                                          | 13-1                                                        | 20 мая 1996                                                 | Джон Медина (30-30-5)                                       | Малабон, Филиппины                                           | TKO 4 (10)                                                  | |
| 13                                                          | 12-1                                                        | 27 апреля 1996                                              | Марлон Карильо (21-7-3)                                     | Manila Midtown Ramada Hotel, Манила, Филиппины               | UD 10                                                       | |
| 12                                                          | 11-1                                                        | 9 февраля 1996                                              | Рустисо Торрекампо (11-4-5)                                 | Mandaluyong, Филиппины                                       | KO 3 (10) 0:29                                              | |
| 11                                                          | 11-0                                                        | 13 января 1996                                              | Лито Торреджос (5-7-1)                                      | Covered Court, Мунтинлупа, Филиппины                         | TD 5 (10)                                                   | |
| 10                                                          | 10-0                                                        | 9 декабря 1995                                              | Роландо Тойогон (12-11-2)                                   | Padre Paredes Basketball Court, Манила, Филиппины            | UD 10                                                       | |
| 9                                                           | 9-0                                                         | 11 ноября 1995                                              | Рудольфо Фернандес (8-9-5)                                  | Мандалуйонг, Филиппины                                       | TKO 3 (10)                                                  | |
| 8                                                           | 8-0                                                         | 21 октября 1995                                             | Ренато Мендонес (2-3-0)                                     | Пуэрто-Принсеса, Филиппины                                   | TKO 2 (8)                                                   | Мендонес в нокдауне во 2-м раунде. |
| 7                                                           | 7-0                                                         | 7 октября 1995                                              | Лолито Лароа (4-7-2)                                        | Washington, Макати, Филиппины                                | UD 8                                                        | |
| 6                                                           | 6-0                                                         | 16 сентября 1995                                            | Армандо Росил (8-19-4)                                      | Mandaluyong Sports Center, Мандалуйонг, Филиппины            | KO 3 (8)                                                    | Росил в нокдауне в 3-м раунде. |
| 5                                                           | 5-0                                                         | 3 августа 1995                                              | Акасио Симбаджон (4-1-1)                                    | Mandaluyong Sports Center, Мандалуйонг, Филиппины            | UD 6                                                        | |
| 4                                                           | 4-0                                                         | 1 июля 1995                                                 | Деле Десиерто (3-0-0)                                       | Мандалуйонг, Филиппины                                       | TKO 2 (6) 2:41                                              | |
| 3                                                           | 3-0                                                         | 1 мая 1995                                                  | Рокки Пальма (4-0-1)                                        | Кавите, Филиппины                                            | UD 6                                                        | |
| 2                                                           | 2-0                                                         | 18 марта 1995                                               | Пиной Монтехо (2-4-0)                                       | Саблайян, Филиппины                                          | UD 4                                                        | |
| 1                                                           | 1-0                                                         | 22 января 1995                                              | Эдмунд Энтинг Игнасио (1-1-0)                               | Саблайян, Филиппины                                          | UD 4                                                        | |
| Бой                                                         | Рекорд                                                      | Дата боя                                                    | Соперник                                                    | Место боя                                                    | Результат                                                   | Дополнительно |

## Особенности стиля
Отдельно стоит сказать о стиле боя Мэнни Пакьяо: скорость, точность, реакция, тайминг, отличная работа ног, стратегическое мышление. Ну и, конечно, знаменитый коронный «ураган» — огромное количество комбинаций в сторону соперника. Переходя от лёгких категорий к более тяжёлым, Пакьяо увеличивает силу ударов, сохраняя молниеносность.

## Семья
С 10 мая 2000 года женат на Джинки Пакьяо. Они познакомились в торговом центре, где Джинки продавала косметику. У супругов есть пятеро детей: три сына — Эммануэль Дапидран Пакьяо-младший, Майкл Стивен Пакьяо и Изрэйл Пакьяо (род.27.04.2014), и две дочери — Мэри Дивайн Грэйс Пакьяо и Куинн Элизабет Пакьяо.

## Вне боксёрского ринга

### Актёрская карьера
В декабре 2005 года Пакьяо сыграл свою первую главную роль в Violett Films ' Lisensyadong Kamao (Лицензия Fist).
В 2008 году Пакьяо снялся вместе с Ара Мина и Валери Консепсьон в фильме «Сын Командующего».
В 2009 году снялся в комедии Wapakman. Так же снялся в большом количестве эпизодических моментах.

### Баскетболист
19 октября 2014 года Пакьяо дебютировал на профессиональном уровне за команду «Киа Сорентос» в чемпионате Филиппин по баскетболу. Он провёл 7 минут на площадке, отметился двумя перехватами.

### Политическая карьера
С 2007 года ведёт активную политическую деятельность.
Представитель либеральной партии Филиппин.
В 2010 году победил на выборах Конгресса. Пакьяо — единственный миллиардер в нижней палате парламента Филиппин: его состояние в 2014 году оценивалось в 1,69 миллиарда филиппинских песо (почти 38 миллионов долларов).
В 2016 году официально заявил о выдвижении своей кандидатуры на выборы в сенат (верхняя палата парламента).
В 2016 году публично выступил с заявлением: «Если мы одобряем однополые браки, значит люди хуже животных». Из-за этого высказывания компания Nike прекратила сотрудничество с Пакьяо. Так же в марте 2016 года его не пустили в торговый центр в Лос-Анджелесе, а за несколько дней до третьего поединка с Тимоти Брэдли на филиппинца попытался напасть активист ЛГБТ. Пакьяо не стал обращаться в полицию, но и от своих слов касаемо однополых браков не отказался.
19 сентября 2021 года от правящей партии Филиппин кандидатом на президентских выборах. 10 мая 2022 года стало известно, что Пакьяо проиграл выборы. После подсчета 98 % бюллетеней наилучший результат показал 64-летний Фердинанд Маркос-младший, набравший 31 млн голосов. «Я могу отказаться от политики, но не от возможности служить. Большое спасибо, соотечественники», — написал Пакьяо в своих социальных сетях.

## Киновоплощение
- В 2014 году в прокат вышел документальный биографический фильм «Мэнни», в котором подробно рассказывается история легендарного боксера, который в детстве продавал еду у дороги и ночевал на улице.
- Художественный фильм «Непобедимый Мэнни Пакьяо» (Kid Kulafu, 2015) филиппинского режиссёра Пола Сориано о жизненном пути Мэнни[64].